# ديفيد لوند
ديفيد لوند (بالإنجليزية: David Lund)‏ هو رسام أمريكي، ولد في 16 أكتوبر 1925 في نيويورك في الولايات المتحدة.